# Pattinaggio di figura ai XXIII Giochi olimpici invernali - Danza su ghiaccio
Le gare di danza su ghiaccio dei XXIII Giochi olimpici invernali si sono svolte dal 19 (programma corto) al 20 (programma libero) febbraio 2018 presso l'arena del ghiaccio di Gangneung, a Gangneung. La vittoria è andata alla coppia canadese formata da Tessa Virtue e Scott Moir, già oro a Vancouver 2010 ed argento a Soĉi 2014.

## Programma
Gli orari sono in UTC+9.
| Giorno      | Ora   | Evento           |
| ----------- | ----- | ---------------- |
| 19 febbraio | 10:00 | Programma corto  |
| 20 febbraio | 10:00 | Programma libero |

## Record
La tabella riassume la progressione dei record mondiali stabiliti durante la competizione:
| Data             | Record           | Atleti                                  | Nazione | Punti  | Note  |
| ---------------- | ---------------- | --------------------------------------- | ------- | ------ | ----- |
| 19 febbraio 2018 | Programma corto  | Tessa Virtue / Scott Moir               | Canada  | 83.67  | [ 1 ] |
| 20 febbraio 2018 | Programma libero | Gabriella Papadakis / Guillaume Cizeron | Francia | 123.35 | [ 2 ] |
| 20 febbraio 2018 | Punti totali     | Gabriella Papadakis / Guillaume Cizeron | Francia | 205.28 | [ 3 ] |
| 20 febbraio 2018 | Punti totali     | Tessa Virtue / Scott Moir               | Canada  | 206.07 | [ 2 ] |

## Risultati

### Programma corto
| Pos.                                           | Atleta                                  | Nazione                      | TSS   | TES   | PCS   | SS   | TR   | PE   | CH   | IN   | Ded  | StN |
| ---------------------------------------------- | --------------------------------------- | ---------------------------- | ----- | ----- | ----- | ---- | ---- | ---- | ---- | ---- | ---- | --- |
| 1                                              | Tessa Virtue / Scott Moir               | Canada                       | 83.67 | 44.53 | 39.14 | 9.68 | 9.61 | 9.93 | 9.79 | 9.93 | 0.00 | 20  |
| 2                                              | Gabriella Papadakis / Guillaume Cizeron | Francia                      | 81.93 | 42.71 | 39.22 | 9.71 | 9.71 | 9.82 | 9.89 | 9.89 | 0.00 | 21  |
| 3                                              | Madison Hubbell / Zachary Donohue       | Stati Uniti                  | 77.75 | 40.98 | 36.77 | 9.29 | 9.04 | 9.25 | 9.14 | 9.25 | 0.00 | 22  |
| 4                                              | Maia Shibutani / Alex Shibutani         | Stati Uniti                  | 77.73 | 40.33 | 37.40 | 9.36 | 9.18 | 9.46 | 9.36 | 9.39 | 0.00 | 18  |
| 5                                              | Anna Cappellini / Luca Lanotte          | Italia                       | 76.57 | 40.00 | 36.57 | 8.93 | 8.96 | 9.32 | 9.14 | 9.36 | 0.00 | 24  |
| 6                                              | Ekaterina Bobrova / Dmitrij Solov'ëv    | Atleti Olimpici dalla Russia | 75.47 | 38.36 | 37.11 | 9.18 | 9.14 | 9.46 | 9.29 | 9.32 | 0.00 | 23  |
| 7                                              | Madison Chock / Evan Bates              | Stati Uniti                  | 75.45 | 39.39 | 36.06 | 8.93 | 8.86 | 9.04 | 9.11 | 9.14 | 0.00 | 19  |
| 8                                              | Kaitlyn Weaver / Andrew Poje            | Canada                       | 74.33 | 37.65 | 36.68 | 9.18 | 8.96 | 9.29 | 9.14 | 9.29 | 0.00 | 17  |
| 9                                              | Piper Gilles / Paul Poirier             | Canada                       | 69.60 | 34.95 | 34.65 | 8.64 | 8.46 | 8.71 | 8.79 | 8.71 | 0.00 | 16  |
| 10                                             | Penny Coomes / Nicholas Buckland        | Gran Bretagna                | 68.36 | 34.70 | 33.66 | 8.36 | 8.14 | 8.50 | 8.54 | 8.54 | 0.00 | 9   |
| 11                                             | Charlène Guignard / Marco Fabbri        | Italia                       | 68.16 | 34.19 | 33.97 | 8.46 | 8.43 | 8.50 | 8.46 | 8.61 | 0.00 | 15  |
| 12                                             | Sara Hurtado / Kirill Chaljavin         | Spagna                       | 66.93 | 35.07 | 31.86 | 8.00 | 7.57 | 8.18 | 7.86 | 8.21 | 0.00 | 7   |
| 13                                             | Tiffani Zagorski / Jonathan Guerreiro   | Atleti Olimpici dalla Russia | 66.47 | 34.15 | 32.32 | 8.04 | 7.79 | 8.21 | 8.07 | 8.29 | 0.00 | 5   |
| 14                                             | Natalia Kaliszek / Maksym Spodyriev     | Polonia                      | 66.06 | 34.65 | 31.41 | 7.79 | 7.61 | 8.04 | 7.86 | 7.96 | 0.00 | 13  |
| 15                                             | Kana Muramoto / Chris Reed              | Giappone                     | 63.41 | 32.87 | 30.54 | 7.61 | 7.46 | 7.71 | 7.68 | 7.71 | 0.00 | 14  |
| 16                                             | Yura Min / Alexander Gamelin            | Corea del Sud                | 61.22 | 32.94 | 28.28 | 6.96 | 6.82 | 7.21 | 7.18 | 7.18 | 0.00 | 12  |
| 17                                             | Kavita Lorenz / Joti Polizoakis         | Germania                     | 59.99 | 31.39 | 28.60 | 7.21 | 6.86 | 7.25 | 7.21 | 7.21 | 0.00 | 3   |
| 18                                             | Marie-Jade Lauriault / Romain Le Gac    | Francia                      | 59.97 | 31.18 | 28.79 | 7.39 | 7.00 | 7.29 | 7.14 | 7.18 | 0.00 | 6   |
| 19                                             | Lucie Myslivečková / Lukáš Csölley      | Slovacchia                   | 59.75 | 31.40 | 28.35 | 7.11 | 6.79 | 7.25 | 7.11 | 7.18 | 0.00 | 11  |
| 20                                             | Alisa Agafonova / Alper Uçar            | Turchia                      | 59.42 | 29.64 | 29.78 | 7.46 | 7.32 | 7.54 | 7.61 | 7.29 | 0.00 | 8   |
| Coppie non qualificate per il programma libero |                                         |                              |       |       |       |      |      |      |      |      |      |     |
| 21                                             | Oleksandra Nazarova / Maksim Nikitin    | Ucraina                      | 57.97 | 27.26 | 30.71 | 7.64 | 7.46 | 7.75 | 7.79 | 7.75 | 0.00 | 2   |
| 22                                             | Wang Shiyue / Liu Xinyu                 | Cina                         | 57.81 | 29.28 | 29.53 | 7.39 | 7.25 | 7.43 | 7.43 | 7.43 | 1.00 | 10  |
| 23                                             | Cortney Mansour / Michal Češka          | Rep. Ceca                    | 53.53 | 29.11 | 24.42 | 6.29 | 5.93 | 6.14 | 6.25 | 5.93 | 0.00 | 1   |
| 24                                             | Adel Tankova / Ronald Zilberberg        | Israele                      | 46.66 | 23.85 | 22.81 | 5.75 | 5.61 | 5.75 | 5.86 | 5.54 | 0.00 | 4   |

### Programma libero
| Pos. | Atleta                                  | Nazione                      | TSS    | TES   | PCS   | SS   | TR   | PE    | CH   | IN    | Ded  | StN |
| ---- | --------------------------------------- | ---------------------------- | ------ | ----- | ----- | ---- | ---- | ----- | ---- | ----- | ---- | --- |
| 1    | Gabriella Papadakis / Guillaume Cizeron | Francia                      | 123.35 | 63.98 | 59.37 | 9.79 | 9.75 | 10.00 | 9.93 | 10.00 | 0.00 | 18  |
| 2    | Tessa Virtue / Scott Moir               | Canada                       | 122.40 | 63.35 | 59.05 | 9.71 | 9.61 | 9.96  | 9.93 | 10.00 | 0.00 | 20  |
| 3    | Maia Shibutani / Alex Shibutani         | Stati Uniti                  | 114.86 | 59.37 | 55.49 | 9.32 | 9.07 | 9.36  | 9.21 | 9.29  | 0.00 | 17  |
| 4    | Ekaterina Bobrova / Dmitrij Solov'ëv    | Atleti Olimpici dalla Russia | 111.45 | 56.25 | 55.20 | 9.14 | 8.89 | 9.29  | 9.32 | 9.36  | 0.00 | 15  |
| 5    | Madison Hubbell / Zachary Donohue       | Stati Uniti                  | 109.94 | 54.94 | 56.00 | 9.29 | 9.21 | 9.25  | 9.46 | 9.46  | 1.00 | 19  |
| 6    | Anna Cappellini / Luca Lanotte          | Italia                       | 108.34 | 55.27 | 54.07 | 8.93 | 8.71 | 9.14  | 9.07 | 9.21  | 1.00 | 16  |
| 7    | Kaitlyn Weaver / Andrew Poje            | Canada                       | 107.65 | 53.48 | 54.17 | 8.96 | 8.75 | 9.18  | 9.04 | 9.21  | 0.00 | 13  |
| 8    | Piper Gilles / Paul Poirier             | Canada                       | 107.31 | 55.14 | 52.17 | 8.68 | 8.29 | 8.86  | 8.68 | 8.96  | 0.00 | 11  |
| 9    | Charlène Guignard / Marco Fabbri        | Italia                       | 105.31 | 53.82 | 51.49 | 8.57 | 8.50 | 8.57  | 8.57 | 8.71  | 0.00 | 6   |
| 10   | Penny Coomes / Nicholas Buckland        | Gran Bretagna                | 101.96 | 51.66 | 50.30 | 8.32 | 8.21 | 8.39  | 8.57 | 8.43  | 0.00 | 12  |
| 11   | Sara Hurtado / Kirill Chaljavin         | Spagna                       | 101.40 | 51.68 | 49.72 | 8.14 | 8.04 | 8.43  | 8.36 | 8.46  | 0.00 | 10  |
| 12   | Madison Chock / Evan Bates              | Stati Uniti                  | 100.13 | 49.04 | 53.09 | 8.64 | 8.71 | 8.71  | 9.14 | 9.04  | 2.00 | 14  |
| 13   | Kana Muramoto / Chris Reed              | Giappone                     | 97.22  | 50.75 | 46.47 | 7.64 | 7.54 | 7.86  | 7.75 | 7.93  | 0.00 | 8   |
| 14   | Tiffani Zagorski / Jonathan Guerreiro   | Atleti Olimpici dalla Russia | 95.77  | 46.73 | 49.04 | 8.14 | 8.00 | 8.29  | 8.14 | 8.29  | 0.00 | 9   |
| 15   | Natalia Kaliszek / Maksym Spodyriev     | Polonia                      | 95.29  | 48.45 | 46.84 | 7.64 | 7.68 | 7.89  | 7.82 | 8.00  | 0.00 | 7   |
| 16   | Kavita Lorenz / Joti Polizoakis         | Germania                     | 90.50  | 46.78 | 43.72 | 7.29 | 6.96 | 7.43  | 7.32 | 7.43  | 0.00 | 3   |
| 17   | Marie-Jade Lauriault / Romain Le Gac    | Francia                      | 89.62  | 47.04 | 42.58 | 7.25 | 6.82 | 7.14  | 7.21 | 7.07  | 0.00 | 1   |
| 18   | Alisa Agafonova / Alper Uçar            | Turchia                      | 87.76  | 44.01 | 43.75 | 7.25 | 7.11 | 7.21  | 7.50 | 7.39  | 0.00 | 5   |
| 19   | Yura Min / Alexander Gamelin            | Corea del Sud                | 86.52  | 44.61 | 41.91 | 6.89 | 6.68 | 7.14  | 6.96 | 7.25  | 0.00 | 4   |
| 20   | Lucie Myslivečková / Lukáš Csölley      | Slovacchia                   | 82.82  | 41.65 | 41.17 | 6.82 | 6.61 | 6.82  | 7.00 | 7.07  | 0.00 | 2   |

### Classifica finale
| Pos.                              | Atleta                                  | Nazione                      | Punti totali | PC | PC    | PL | PL     |
| --------------------------------- | --------------------------------------- | ---------------------------- | ------------ | -- | ----- | -- | ------ |
| Oro                               | Tessa Virtue / Scott Moir               | Canada                       | 206.07       | 1  | 83.67 | 2  | 122.40 |
| Argento                           | Gabriella Papadakis / Guillaume Cizeron | Francia                      | 205.28       | 2  | 81.93 | 1  | 123.35 |
| Bronzo                            | Maia Shibutani / Alex Shibutani         | Stati Uniti                  | 192.59       | 4  | 77.73 | 3  | 114.86 |
| 4                                 | Madison Hubbell / Zachary Donohue       | Stati Uniti                  | 187.69       | 3  | 77.75 | 5  | 109.94 |
| 5                                 | Ekaterina Bobrova / Dmitrij Solov'ëv    | Atleti Olimpici dalla Russia | 186.92       | 6  | 75.47 | 4  | 111.45 |
| 6                                 | Anna Cappellini / Luca Lanotte          | Italia                       | 184.91       | 5  | 76.57 | 6  | 108.34 |
| 7                                 | Kaitlyn Weaver / Andrew Poje            | Canada                       | 181.98       | 8  | 74.33 | 7  | 107.65 |
| 8                                 | Piper Gilles / Paul Poirier             | Canada                       | 176.91       | 9  | 69.60 | 8  | 107.31 |
| 9                                 | Madison Chock / Evan Bates              | Stati Uniti                  | 175.58       | 7  | 75.45 | 12 | 100.13 |
| 10                                | Charlène Guignard / Marco Fabbri        | Italia                       | 173.47       | 11 | 68.16 | 9  | 105.31 |
| 11                                | Penny Coomes / Nicholas Buckland        | Gran Bretagna                | 170.32       | 10 | 68.36 | 10 | 101.96 |
| 12                                | Sara Hurtado / Kirill Chaljavin         | Spagna                       | 168.33       | 12 | 66.93 | 11 | 101.40 |
| 13                                | Tiffani Zagorski / Jonathan Guerreiro   | Atleti Olimpici dalla Russia | 162.24       | 13 | 66.47 | 14 | 95.77  |
| 14                                | Natalia Kaliszek / Maksym Spodyriev     | Polonia                      | 161.35       | 14 | 84.74 | 15 | 95.29  |
| 15                                | Kana Muramoto / Chris Reed              | Giappone                     | 160.63       | 15 | 63.41 | 13 | 97.22  |
| 16                                | Kavita Lorenz / Joti Polizoakis         | Germania                     | 150.49       | 17 | 59.99 | 16 | 90.50  |
| 17                                | Marie-Jade Lauriault / Romain Le Gac    | Francia                      | 149.59       | 18 | 59.97 | 17 | 89.62  |
| 18                                | Yura Min / Alexander Gamelin            | Corea del Sud                | 147.74       | 16 | 61.22 | 19 | 86.52  |
| 19                                | Alisa Agafonova / Alper Uçar            | Turchia                      | 147.18       | 20 | 59.42 | 18 | 87.76  |
| 20                                | Lucie Myslivečková / Lukáš Csölley      | Slovacchia                   | 142.57       | 19 | 59.75 | 20 | 82.82  |
| Eliminati dopo il programma corto |                                         |                              |              |    |       |    |        |
| 21                                | Oleksandra Nazarova / Maksim Nikitin    | Ucraina                      |              | 21 | 57.97 |    |        |
| 22                                | Wang Shiyue / Liu Xinyu                 | Cina                         |              | 22 | 57.81 |    |        |
| 23                                | Cortney Mansour / Michal Češka          | Rep. Ceca                    |              | 23 | 53.53 |    |        |
| 24                                | Adel Tankova / Ronald Zilberberg        | Israele                      |              | 24 | 46.66 |    |        |